# Alena Neumjaržicka
Alena Daniljuk-Neumjaržicka (belorusko Алена Данілюк-Неўмяржыцкая), beloruska atletinja, * 27. julij 1980, Valavsk, Sovjetska zveza.
Nastopila je na poletnih olimpijskih igrah v letih 2004 in 2012, leta 2004 je dosegla peto mesto v štafeti 4x100 m. Na svetovnih prvenstvih je osvojila bronasto medaljo v isti disciplini leta 2005, kot tudi na evropskih prvenstvih leta 2006. 